# Franc Razinger
Franc-Rado »Franc« Razinger, slovenski hokejist, * 3. december 1944, Jesenice.
Razinger je bil dolgoletni član kluba HK Acroni Jesenice. Za jugoslovansko reprezentanco je nastopil na Olimpijskih igrah 1968 v Grenoblu. 